# Дзержинский район (Ярославль)
Административный центр Дзержинского района на пересечении Ленинградского проспекта и проспекта Дзержинского
Дзержинский район — один из шести административных районов города Ярославля. Охватывает северную часть правобережного Ярославля. На территории, включённой в район, проживает 162 847 чел. (2021) (28.89 % ярославцев).
Территория администрирования включает в себя жилые районы Брагино, Пашуково, приволжские посёлки Иваньково, Павловский, Скобыкино и Норское, посёлки Парижская Коммуна, Пятовское, районы Осташинское, Редковицыно и Фрольцево, а также большую часть Северного промышленного района.

## Географическое положение
Дзержинский район граничит с Ленинским, Кировским и Заволжским административными районами Ярославля и с Ярославским районом области.

## История
Территория от Северного промышленного района до Норского была включена в городскую черту в 1944 году. Сначала в состав Красноперевальского района, с 1946 года — в состав Сталинского района. В 1961 Сталинский район переименован в Ленинский. Активно застраиваемая северная часть Ленинского района носила название Северный район. 29 ноября 1979 года Северный район был выделен из состава Ленинского района (по границе: объезд по Полушкиной роще, проспект Октября, улица Промышленная) и переименован в Дзержинский район.
В 2015 году планировалось возвращение району названия Северный, однако оно так и не осуществлено.

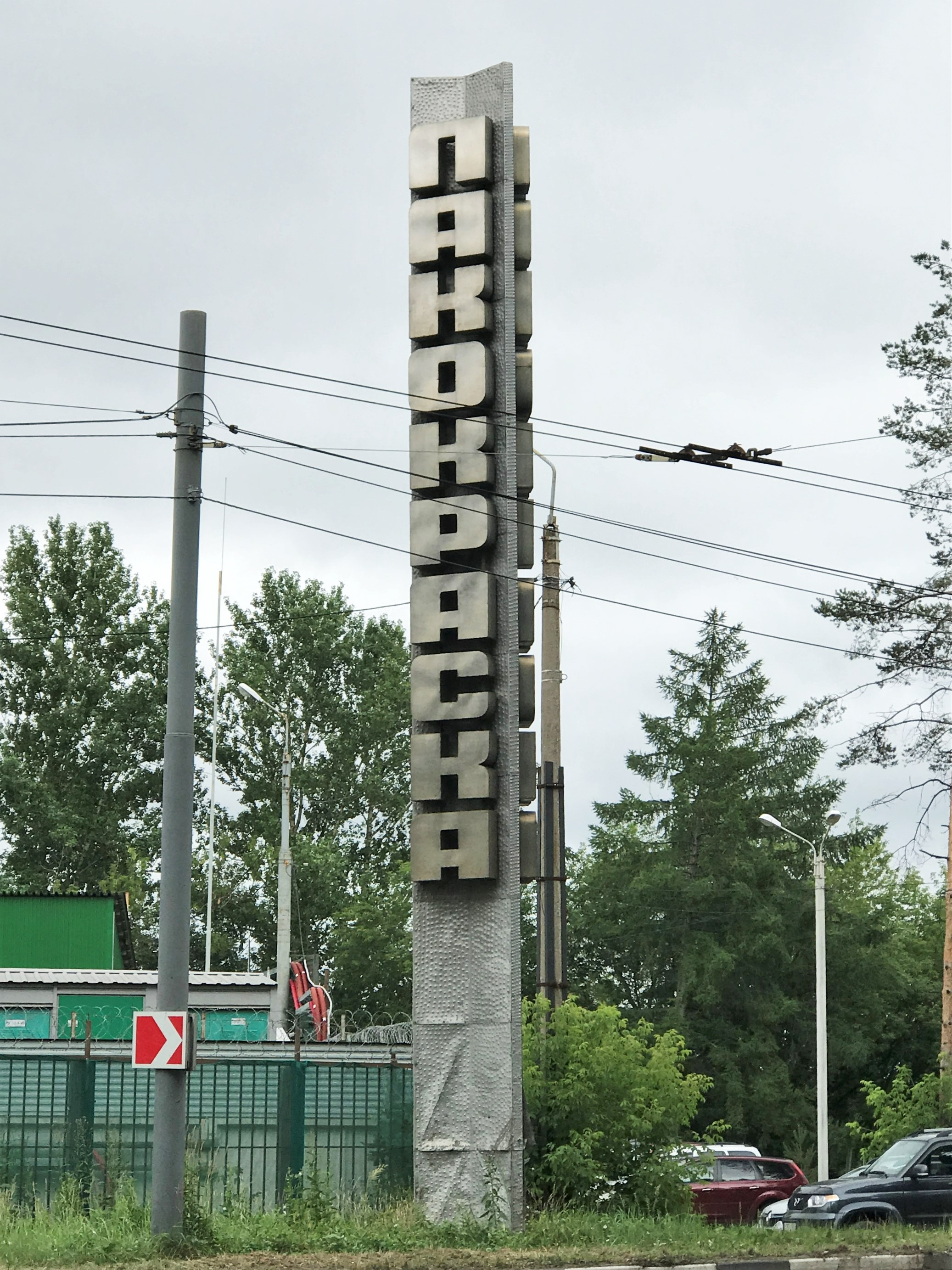
Знак на въезде в Дзержинский район со стороны ул. Полушкина Роща, обозначающий территорию завода «Лакокраска» и символизирующий промышленную ориентацию экономики района

## Население
| 1989     | 2002     | 2009     | 2010     | 2011     | 2012     | 2013     |
| -------- | -------- | -------- | -------- | -------- | -------- | -------- |
| 163 824  | ↗169 772 | ↘168 755 | ↘164 406 | ↘164 300 | ↗165 314 | ↗166 318 |
| 2014     | 2015     | 2016     | 2017     | 2018     | 2019     | 2020     |
| ↗166 925 | ↗167 225 | ↗167 624 | ↗167 957 | ↗168 605 | ↗168 789 | ↗169 178 |
| 2021     |          |          |          |          |          |          |
| ↘162 847 |          |          |          |          |          |          |

За 2008 год родилось 1740 детей (931 девочка и 809 мальчиков), умерло 2425 человек.